# Minas de sal de Wieliczka

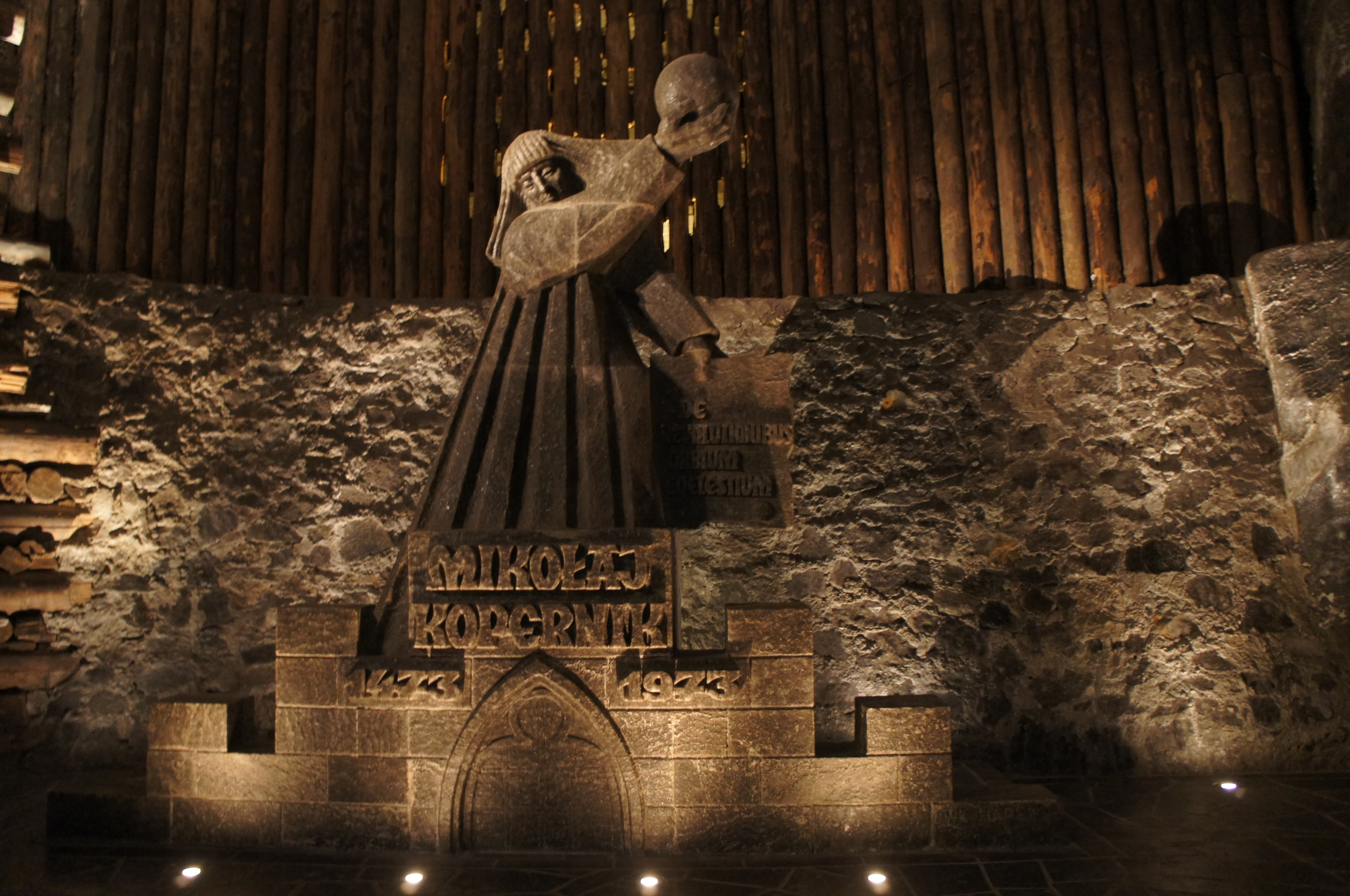
Monumento que conmemora la visita de Nicolás Copérnico a la mina, uno de los primeros visitantes.

Las minas de sal de Wieliczka, en la ciudad polaca de Wieliczka, perteneciente al área metropolitana de Cracovia. Han sido explotadas sin interrupción desde el siglo XIII, y aún hoy en día siguen produciendo sal de mesa. Alcanzan una profundidad de 327 metros y su longitud supera los trescientos kilómetros. Reciben el sobrenombre de "la catedral subterránea de la sal de Polonia".
Es una de las minas de sal activas más antiguas del mundo. La más antigua está en Bochnia, también en Polonia, a veinte kilómetros de Wieliczka. Estas minas incluyen un recorrido turístico de 3,5 kilómetros que contiene estatuas de personajes míticos e históricos, esculpidas en la roca de sal por los mineros. Incluso los cristales de los candelabros están hechos de sal. También hay cámaras y capillas excavadas en la sal, un lago subterráneo y exposiciones que ilustran la historia de la minería de la sal. Recibe unos 800.000 visitantes al año.  
A lo largo de los siglos, célebres personajes han visitado las minas, entre los que cabe citar a Nicolás Copérnico, Johann Wolfgang von Goethe, Alexander von Humboldt, Dimitri Mendeleyev, Ignacy Jan Paderewski, Robert Baden-Powell, Karol Wojtyła, Bill Clinton, así como muchas testas coronadas.

## Historia
Desde el siglo XIII se ha extraído salmuera hacia la superficie y se ha recolectado y procesado para su uso como sal de mesa. En esta época se empezaron a perforar los primeros pozos para extraer la halita. Entre finales del siglo XIII y comienzos del XIV se construyó el castillo de Saltworks. Actualmente Wieliczka alberga el Museo Saltworks de Cracovia.
El rey Casimiro III el Grande (r. 1333-1370) contribuyó en gran medida al desarrollo de las minas de sal de Wieliczka, cediendo múltiples privilegios y ocupándose él mismo de su cuidado. En 1363 fundó un hospital cerca de las minas. Con el trascurso de la utilización de la mina, se excavaron nuevas salas y se añadieron varias tecnologías, como la caminadora de caballos húngaro y la de Sajonia para transportar la sal hacia el exterior.
Durante la Segunda Guerra Mundial, la mina fue utilizada por las fuerzas de ocupación alemanas como almacén de guerra y fábrica subterráneas. Los nazis trasladaron a miles de judíos desde los campos de concentración de Plaszow y Mielec hasta la mina de Wieliczka para trabajar en la fábrica de armamento subterránea entre marzo y abril de 1944. El campo de concentración de la mina se estableció en el parque de Santa Kinga y albergó a unos 1700 prisioneros. Sin embargo, la producción nunca se llevó a cabo debido al avance soviético en las cercanías. Algunas máquinas y equipamiento fueron desmantelados, incluyendo una grúa eléctrica que fue transportada a Liebenau en la cordillera de los Sudetes. Otra parte del material fue devuelto tras la guerra en otoño de 1945 y los judíos se contrataron en fábricas de Litoměřice (Chequia) y Linz (Austria).

## Catalogación
En 1978 las minas de sal de Wieliczka fueron declaradas Patrimonio de la Humanidad por la Unesco. La mina es uno de los Monumentos Históricos de Polonia (Pomniki historii) desde el 16 de septiembre de 1994. En 2010 se propuso con éxito la incorporación de la cercana mina de sal de Bochnia, la mina de sal más antigua de Polonia, en la inscripción de Patrimonio de la Humanidad junto a Wieliczka. Además, en 2013 se incluyó también el castillo de Żupny a la misma catalogación.

## Cultura popular
- Los primeros escritos sobre la mina de sal de Wieliczka incluyen una descripción de Adam Schröter de 1553 y una ampliación en 1564.[5]

- El periodista y novelista polaco Bolesław Prus describió su visita en 1878 a la mina de sal en una serie de tres artículos. Las galerías laberínticas de las minas inspiraron al escritor polaco varias escenas de su novela histórica Faraón (1895).[6]

- En 1995 se grabó Preisner's Music, una compilación de bandas sonoras por el compositor polaco Zbigniew Preisner y la Sinfonia Varsovia en la capilla de la mina. A menudo se declara que la capilla alberga la mejor acústica de Europa.[7]

- Las minas aparecieron en la serie de televisión australiana Spellbinder (1995), donde recrearon la Tierra de Moloch.[8]

- La mina ha aparecido en varias ediciones del reality show The Amazing Race.[9]